# Oscar Forel
Oscar Forel (Zurigo, 20 settembre 1891 – Saint-Prex, 7 novembre 1982) è stato uno psichiatra svizzero.
Figlio di Auguste Forel, divenne uno dei dirigenti della Società svizzera di psichiatria.
A partire dal 1925 fu libero docente all'Università di Ginevra, nel 1934 a Prangins, sul lago di Ginevra, fondò  una clinica psichiatrica privata, "Les Rives", dove vennero curate persone illustri di ogni parte d'Europa.